# Ricardo Gomes
Ricardo Gomes Raymundo (Rio de Janeiro, 1964. december 13. –) brazil labdarúgóhátvéd, edző, a São Paulo vezetőedzője.
A brazil válogatott tagjaként részt vett az 1988. évi nyári olimpiai játékokon és az 1990-es labdarúgó-világbajnokságon, előbbin ezüstérmet szereztek. A 2003-as CONCACAF-aranykupán és katari tornán, illetve a 2004-es elő-olimpiai tornán szövetségi edzőként irányított.